# إسحاق ميرفي
إسحاق ميرفي (بالإنجليزية: Isaac Murphy) هو محامي وسياسي أمريكي، ولد في 16 أكتوبر 1799 في بيتسبرغ في الولايات المتحدة، وتوفي في 8 سبتمبر 1882 في هانتسفيل في الولايات المتحدة. نشط حزبياً في الحزب الجمهوري. وقد انتخب حاكم أركنساس ‏ (18 أبريل 1864 – 2 يوليو 1868).